# Mona Lisa Motion
Mona Lisa Motion ist ein Lied der deutschen Rapperin und TikTokerin Zah1de, das im Februar 2025 erschien.

## Entstehung und Veröffentlichung
Getextet wurde das Lied von der Interpretin Zahide Kayaci (Zah1de) selbst, zusammen mit den Koautoren Aykut Anhan (Haftbefehl), Hasan Cankurt (Noah), Dejan Knoth (Dejo), Matthias Llerena (Mattpurrp) und Soyhan Turhan. Die Texter Haftbefehl, Mattpurrp und Soyhan Turhan zeichneten zudem auch für die Komposition zuständig, genauso wie Luca Saint und Shayan Vessal (Shyy). Dejo, Mattpurrp und Shyy fungierten darüber hinaus als Produzenten.
Die Erstveröffentlichung von Mona Lisa Motion erfolgte als Single am 20. Februar 2025 bei Ventura Records. Diese erschien als digitaler Einzeltrack zum Download und Streaming. Am 10. April 2025 erschien ein Remix mit dem Klammerzusatz „Einmal um die Welt“. Dabei handelt es sich um ein Mashup mit Cros Einmal um die Welt (Februar 2011).

## Musikvideo
Das Musikvideo zu Mona Lisa Motion entstand unter der Regie von Niclas Andree und feierte seine Premiere am 26. Februar 2025 auf der Videoplattform YouTube. Es zeigt Zah1de in einer stilisierten, urbanen Umgebung mit visuellen Anspielungen auf die „Mona Lisa“ und moderne Kunst. Bis April 2025 zählte es über 4,8 Millionen Aufrufe auf YouTube. Am 10. April 2025 erschien ein Musikvideo zur Remixversion Mona Lisa Motion (Einmal um die Welt). Dieses integriert internationale Elemente, darunter Szenen aus verschiedenen Städten weltweit. Bis April 2025 zählte diese Version über 1,1 Millionen Aufrufe auf YouTube.

## Chartplatzierungen
Mona Lisa Motion stieg am 28. Februar 2025 auf Rang 26 der deutschen Singlecharts ein und erreichte seine beste Platzierung mit Rang neun am 18. April 2025. Das Lied avancierte nach Ballert auf lautlos (Januar 2025) zum zweiten Charthit für Zah1de in Deutschland sowie zu ihrem ersten Top-10-Hit. Darüber hinaus erreichte das Lied im April 2025 Rang zwei der Breakthrough Artistcharts, wo es sich lediglich Show Me Love (WizTheMc feat. Bees & Honey) geschlagen geben musste, in der Chartwoche vom 16. Mai 2025 Rang 47 der deutschen New Entry Airplaycharts sowie in der gleichen Chartwoche Rang 72 der Airplaycharts.
In Österreich erreichte das Lied mit Rang acht ebenfalls die Top 10 und war auch hier Zah1des zweiter Charterfolg nach Ballert auf lautlos und ihr erster Top-10-Hit, wobei Ballert auf lautlos hier erstmals in der gleichen Woche in die Charts einstieg. In der Schweiz ist Mona Lisa Motion der erste Charthit für Zah1de, der mit Rang 41 seine beste Platzierung erreichte.
| ChartsChartplatzierungen | Höchstplatzierung | Wochen |
| ------------------------ | ----------------- | ------ |
| Deutschland (GfK)        | 9 (20 Wo.)        | 20     |
| Österreich (Ö3)          | 8 (… Wo.)         | …      |
| Schweiz (IFPI)           | 36 (… Wo.)        | …      |